# 莫夫恰尼 (日梅林卡區)
48°52′51″N 28°1′27″E / 48.88083°N 28.02417°E
莫夫恰尼（烏克蘭語：Мовчани）是位於烏克蘭西南部文尼察州日梅林卡區的村莊，始建於1590年，面積2.26平方公里，海拔高度307米，2001年人口583，人口密度每平方公里258.19人。